# Yucaipa
Yucaipa è una città degli Stati Uniti d'America, situata nel sud California, nella contea di San Bernardino.